# 최윤제
최윤제(1999년 4월 19일 ~ )는 대한민국의 배우이다.

## 학력
- 고양예술고등학교 연기과 수석 입학
- 한국예술종합학교 연극원 연기과

## 출연작

### 드라마
- 《진짜가 나타났다!》(2023년, KBS2) - 오동욱/제이 역
- 《설강화: snowdrop》 (2021년, JTBC)
- 《너는 나의 봄》 (2021년, tvN) - 주영도 아역
- 《잘 하고 싶어》 (2020년, 웹드라마) - 한서빈 역
- 《써치》 (2020년, OCN) - 주문철 역